# 黎巴嫩银行

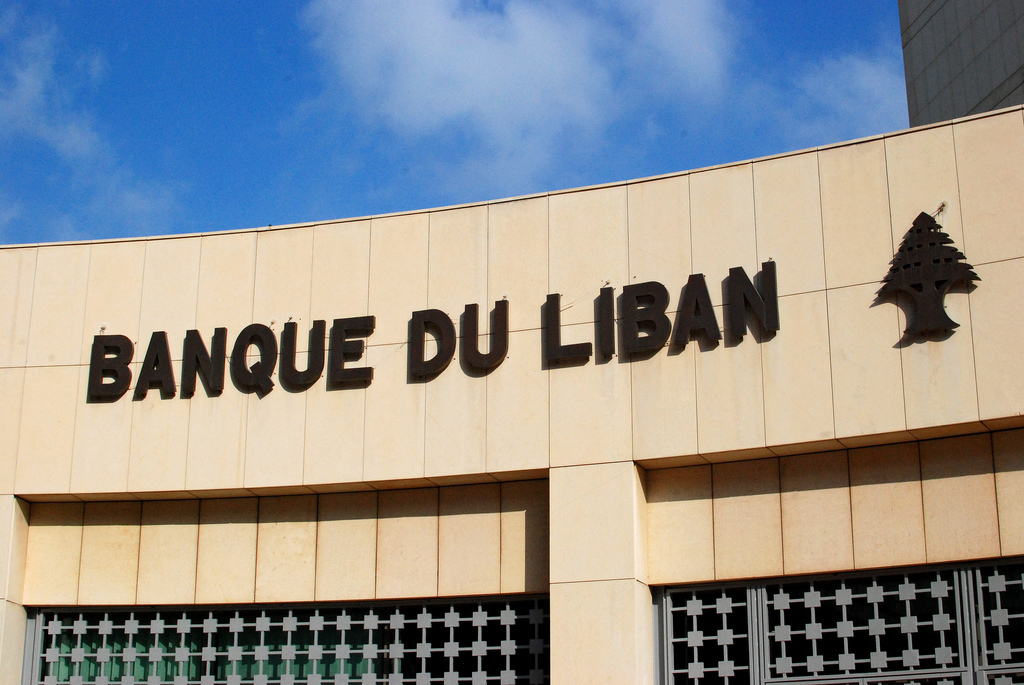
黎巴嫩银行总部

黎巴嫩银行（阿拉伯语：‎）是黎巴嫩的中央银行。它成立于1963年8月1日，并于1964年4月1日全面投入运营。该银行負責发行黎巴嫩货币黎巴嫩镑。